# Disputa entre un home i el seu ba
La Disputa entre un home i el seu ba, conegut també com el Diàleg del desesperat de la vida amb la seva ànima (segle xxi aC), és un text poètic de l'antic Egipte, d'autor desconegut. Sembla pertànyer a la dinastia XII, és a dir, l'època del Regne mitjà. L'única còpia del manuscrit que ha arribat als nostres dies consta de 155 columnes d'escriptura hieràtica, i és un palimpsest de l'anvers del papir de Berlín 3.024. Cap de les traduccions proposades han estat aprovades per la majoria d'experts, ja que presenta diversos danys, errades d'ortografia, manca del començament, i altres problemes. Karl Richard Lepsius comprà el papir de Berlín a Egipte el 1843, i publicà el text per primera vegada el 1859.
L'interlocutor de l'home cansat del món és el seu ba, un dels aspectes de l'ànima en l'antiga mitologia egípcia, a qui li exposa les amargors de la vida, i la seva ànima tracta de rebatre'l exposant-li les seves bondats. En faltar el principi, el motiu i les circumstàncies externes de la conversa no es coneixen. Durant el Regne mitjà només el faraó tenia atribuïda l'ànima, per tant aquest text és una de les primeres proves d'un particular amb ba i sembla una mostra d'un gènere literari molt antic (s'hi troben expressions semblants en els textos d'un escriptor anterior, el del papir d'Ipuur); ecos d'aquest tipus de gènere ressonen en el posterior Llibre de Job hebreu.